# Prayon (village)
Prayon (en wallon Pråyon) est une section de la commune belge de Trooz située en Région wallonne dans la province de Liège, au confluent de la Vesdre et de la Magne.
Prayon faisait partie de la commune de Forêt avant la fusion des communes de 1977.

## Passé industriel
Elle a eu un passé industriel important dans la métallurgie des métaux non ferreux (zinc, plomb, cadmium). Son nom est à l'origine de la société chimique Prayon à Engis. Les premières installations vraiment industrielles datent de 1829 et sont dues à ? Guilmain qui avait travaillé avec Jean-Jacques Dony à Liège. Il reçoit l'autorisation d'installer des fours à zinc au lieu-dit Blanche-Plombière, au confluent de la Vesdre et de la Magne. Cette société, rapidement devenue Nouvelle-Montagne traita ensuite du minerai en provenance de Stembert et d'Engis. C'est en 1889 que fut fondée la Société métallurgique de Prayon dont Prayon descend directement. Les collines entourant le village portent encore les traces de plus d'un siècle d'industrie : on y trouve un crassier où rien ne pousse et des pelouses calaminaires.